# Penpal (novela)
Penpal es una novela creepypasta de horror/thriller autopublicada en 2012 y la novela de debut del autor americano Dathan Auerbach. El trabajo fue publicado por primera vez en edición de bolsillo el 11 de julio de 2011 a través de 1000Vultures y está basado en una serie de historias populares tipo creepypasta que Auerbach publicó en Reddit. Las historias estuvieron adaptadas por el podcast TheNoSleep en su temporada debut en 2011 y narradas por Sammy Raynor.
El libro sigue al narrador durante su infancia, siendo el centro de atención de un acosador obsesionado quién le sigue a todas partes durante aquellos años de su vida. Los derechos cinematográficos de Penpal fueron adquiridos por el productor Rich Middlemas en 2012.

## Trama
Penpal se cuenta a través de una serie de recuerdos no lineales por parte de un narrador anónimo que intenta dar sentido a los misteriosos acontecimientos que le sucedieron durante su infancia, cuya verdad le ha sido ocultada por su madre durante años.
Como un niño en el kinder, el narrador se hace mejor amigo de otro estudiante llamado Josh. Un día, su clase conduce un experimento penpal, amistad por correspondencia, en el cual los niños atan cartas a globos y los sueltan en el patio de la escuela; cuando los niños reciben respuestas, su profesor rastrea qué tan lejos llegaron sus respectivos globos en un mapa estatal en el aula. Mientras que la mayoría de los niños reciben cartas de respuesta, el narrador comienza a creer que su globo se perdió, hasta que recibe un sobre que contiene una sola foto Polaroid mal tomada. Durante el resto del año escolar, él recibe más de 50 fotos de la misma índole, todo sin letra alguna. Poco después, se da cuenta de que las fotos son todos de él y su madre, y cuando él le cuenta de esto a ella, la incita a llamar a la policía, mientras el narrador queda emocionalmente abatido, creyendo que fue su culpa el que su madre se enojara. 
El narrador recuerda una serie de eventos inconexos que, si bien eran inofensivos para él cuando era niño, adquieren un nuevo significado siniestro desde una perspectiva adulta: un cliente del vecindario que va al puesto de helados del protagonista y Josh, y que le devuelve al narrador el mismo billete de un dólar que había incluido en su amigo por correspondencia en su carta inicial; escuchar ruidos extraños mientras jugaba con Josh, que luego identificó como flashes de cámaras, creyendo originalmente que era un robot; encontrar un dibujo extraño en un par de pantalones cortos que había dejado a la orilla del río, retratándose a sí mismo como un hombre mucho más grande; y el presunto asesinato de una de los vecinas ancianas del narrador, afectada por la enfermedad de Alzheimer, poco después de afirmar que su marido fallecido hacía mucho tiempo había regresado a casa y estaba viviendo con ella nuevamente. Un incidente que se destaca particularmente en la memoria del narrador es el despertar una noche en el bosque y encontrar el camino a casa para descubrir a la policía buscándolo; Sobre su cama se colocó una carta expresando sus intenciones de huir, aunque su nombre estaba mal escrito, y él sabía perfectamente que no la escribió. Poco después de este incidente, la madre del narrador descubre algo en un espacio inferior de la casa que la impulsa a vender la propiedad y mudarse.
El gato del narrador, Cjas, desaparece algunos años más tarde, lo que provocó que el narrador y Josh regresaran sigilosamente a la antigua casa del narrador por la noche para buscarlo; allí, descubren comida para gatos y ropa de un hombre adulto dentro del espacio debajo de la vivienda, así como una colección de múltiples Polaroids en la habitación del narrador. Perseguido por un individuo invisible, que le toma una fotografía durante la persecución, Josh deja caer el Walkie-Talkie que él y el narrador habían estado usando para mantenerse en contacto; Más tarde esa noche, el narrador escucha los maullidos de Cajas provenientes de su propio Walkie-Talkie.
Más tarde, Josh asiste a la fiesta de cumpleaños número 12 del narrador, pero parece preocupado y dice que cree que ha estado sonámbulo; El narrador señala que esta fue la última vez que vio a Josh.
Años más tarde, el narrador, ahora adolescente, comienza a salir con Verónica, la hermana mayor de Josh, quien se muestra reacia a hablar de su hermano. Una noche, mientras los dos están en una cita, Verónica es víctima de un atropello y fuga en un estacionamiento, aunque el narrador no ve el vehículo. Todavía sospecha que el conductor es la persona que lo siguió de camino a la cita. Mientras está en el hospital, Veronica le cuenta al narrador que Josh desapareció una noche, dejando una nota en su almohada diciendo que estaba huyendo. Durante la recuperación de Verónica en el hospital, la pareja se envía mensajes de texto con regularidad y su relación se intensifica, culminando cuando Verónica le profesa su amor al narrador. Más tarde se entera de que Verónica había muerto semanas atrás y que su teléfono nunca fue recuperado después de que el narrador se lo devolvió después del accidente.
Ahora, adulto, el narrador confronta a su madre, de la que está separado desde hace mucho tiempo, sobre estos incidentes. Ella confiesa que poco después de la muerte de Verónica, un hombre le ofreció dinero en efectivo al padre de Josh, un trabajador de la construcción, para llenar una serie de agujeros en su patio trasero. Un mes después, mientras arreglaba el paisaje de la misma propiedad, el padre de Josh desenterró un ataúd que contenía los cuerpos de Josh y un hombre adulto grande que lo abrazaba. El padre de Josh identificó al hombre como el mismo individuo que le había pagado para llenar los agujeros y se dio cuenta de que había secuestrado a Josh y había hecho arreglos para que los enterraran vivos juntos; La madre del narrador confiesa que Josh llevaba un conjunto de la ropa que le faltaba al narrador desde niño. La pareja acordó mantener lo sucedido en secreto, y el padre de Josh prendió fuego al cadáver del hombre, negándose a permitir que su hijo descansara con su secuestrador muerto.
El narrador se reconcilia con su madre y le agradece haber revelado lo sucedido. No entiende por qué su amigo por correspondencia secuestró a Josh en lugar de a él, pero razona que cuando el hombre no pudo seguir adelante con su plan de secuestrar al narrador, al no ser capaz de hacerle daño, centró su atención en Josh, ya que los dos amigos se parecían mucho. Al sufrir la culpa del sobreviviente, el narrador desea no haber conocido nunca a Josh y admite que no cree en una vida después de la muerte y, por lo tanto, no cree que su amigo por correspondencia enfrentará jamás un castigo por sus crímenes. El narrador concluye diciendo que ama a Josh y aprecia todos los recuerdos de la infancia que comparte con él.

## Antecedentes
El argumento de la historia para Penpal está basado en una serie de historias que Auerbach publicó en el subreddit "No Sleep" bajo el nombre de usuario 1000Vultures. Auerbach publicó la primera historia, "Pisadas", a r/nosleep en marzo de 2010, donde  recibió una gran respuesta positiva. Inicialmente pretendía que "Pisadas" fuera una sola historia, pero Auerbach eligió continuar escribiendo más las historias que siguen al mismo protagonista debido a las demandas de lectores. Cada historia estuvo narrada por el mismo protagonista y cada una abría con el mismo formato, donde el protagonista respondió a una pregunta publicada por uno de los lectores. Durante este tiempo Auerbach también respondido a publicaciones de usuario mientras en estaba en el papel del protagonista. Auerbach continuó publicando más historias y finalmente escogió expandir las historias de Reddit a una novela de extensión completa.
Para financiar la publicación del libro Auerbach escogió recaudar fondos vía una campaña de Kickstarter , la cual recaudó $15,946. Entonces publicó el libro bajo su propia imprenta, 1000Vultures, debido a su nombre de usuario de Reddit.
En una entrevista con Auerbach,  explica cómo se le ocurrió la idea original para el cuento "Pisadas", el cual más tarde sería transformado en la novela completa de Penpal. Declaró que provino de una memoria de la niñez: "Mi mamá niega que esto haya pasado, pero como niño, yo claramente recuerdo despertar en mi porche exterior, con frío y en mi ropa interior. Mi mamá insiste que esto no puede posiblemente haber pasado, así que supongo que nunca lo sabré. Pero he cargado con esa memoria por años." Él también explicó como el miedo de alguien secuestrándolo en plena luz del día y alejándolo de sus padres era siempre una preocupación prominente que tenía al crecer, y uno que constantemente se manifestaría en sus pesadillas. Describe como estas experiencias, mezclados con la idea que "las personas pueden no recordar perfectamente todo de su niñez", servido como "el ímpetu para 'Pisadas'." Desde ahí, sus historias estuvieron tramadas juntas, creando un personaje principal en situaciones que el autor mismo temía.

## Recepción
SF Signal valoró Penpal con cuatro estrellas y escribió "Auerbach tomó algo con inocencia infantil y lo torció a un espeluznante cuento de obsesión. Espero ver a Auerbach mejorar con trabajos futuros que están destinados a darme pesadillas."
La novela fue recibida grandiosamente por críticos así como seguidores. Porque tantas personas habían seguido las historias individuales que Penpal contiene por tanto tiempo en creepypasta.com, Auerbach fue capaz de abrir un Kickstarter para recaudar dinero para conseguir publicar independientemente su libro. Auerbach explica en una entrevista hecha por Horrornovelreviews.com que la razón por la que cree que su novela fue tan bien-recibida por los seguidores de horror es porque la idea de un acosador que te caza es un miedo crudo y humano. Porque no hay nada sobrenatural o fantástico sobre la situación,  se hace muy real y los lectores son capaces a simpatizar con el personaje principal mucho más. Declara que "Si el éxito inicial de 'Pisadas' hubiera ido inadvertido, probablemente no habría continuado escribiendo el resto de las historias para continuarlo."

### Original Reddit historias
1. Pisadas
2. Globos
3. Cajas
4. Mapas
5. Pantallas
6. Amigos

- Datos: Q19895086